# ロニ・アンダーソン
ロニ・ケイ・アンダーソン（Loni Kaye Anderson、1945年8月5日 - 2025年8月3日）は、アメリカ合衆国の女優。1978年から1982年にかけて4年間放映されたテレビドラマ『かっとび放送局WKRP』のジェニファー・マーロウ役で知られる。

## 生い立ち
ミネソタ州セントポールで環境化学者の父クレイドン・カール・"アンディ"・アンダーソンとモデルの母マクシーン・ヘーゼル（旧姓カリン）の娘として生まれ、同州郊外のローズビルで成長した。1963年、ローズビルのアレキサンダー・ラムジー・シニアハイスクールの最上級生の時に、バレンタインデー・ウィンター・フォーマルのクイーンに選ばれた。高校卒業後、ミネソタ大学ツインシティー校に通った。彼女の自叙伝「My Life in High Heels」によれば父親は当初「レイロニ」 (Leiloni) と名付けようと考えていたが、10代になった時に「Lay Loni.」（俗語でロニとセックスして）と曲解されかねないと気付き、単に「ロニ」と変えた。

## 経歴

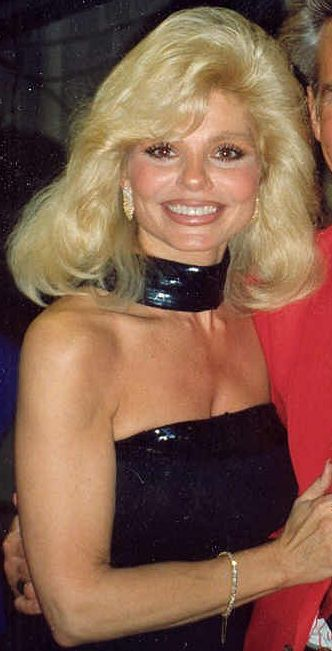
1992年のアンダーソン

銀幕デビューは1966年のスティーブ・マックイーンが主演した映画『ネバダ・スミス』である。その後は1970年代中頃からテレビ番組にゲスト出演するようになるまで、女優としては約10年間に及ぶ空白期間が続いた。1975年に『特別狙撃隊S.W.A.T.』の2つのエピソード、シットコム『Phyllis』の1エピソードに出演。
最大の当たり役はCBSのシットコム『かっとび放送局WKRP』（1978–82年）の官能的な受付嬢ジェニファー・マーロウである。番組プロデューサーはアンダーソンが赤いビキニを着て、1976年のファラ・フォーセットの有名なピンナップを模したポーズをとっているポスターを見てこの役に抜擢した。製作者のヒュー・ウィルソンは、アンダーソンがジェーン・マンスフィールドの肉体とマリリン・モンローの無垢なセックスアピールを兼ね備えていたので、この役を射止めたと明かした。4年間を通してニールセンの視聴率調査では振るわなかったが、ティーンエイジャー、ヤングアダルト、ディスクジョッキーの間に根強い支持者がいた。番組のいわゆる「目玉」としての人気が高まり、1980年夏のシリーズ中断期間にアンダーソンはシットコム出演を拒否し、相当額のギャラアップを要求した。中断期間の契約再交渉中に、CBSのテレビ映画『愛しのジェーン・マンスフィールド』（1980年）で主役のブロンド悩殺美人ジェーン・マンスフィールドを演じた。CBSが彼女の要請を受け入れると、アンダーソンは『WKRP』に戻り1982年の番組打ち切りまで出演を続けた。『WKRP』は各国に番組販売され、長く人気を保った。
女優としての実績以外にも華やかな私生活、特に俳優のバート・レイノルズとの交際・結婚が注目を集めた。2人は評価も興行成績も不首尾に終わった、1983年のコメディ映画『ストローカーエース』で共演した。1984年、スティーブ・マーティン主演のロマンチックコメディー『スティーブ・マーティンのロンリー・ガイ』に自分自身として出演。1989年、アニメ映画『天国から来たわんちゃん』でラフ・コリーのフローの声を演じた。
1980年代には、アンダーソンの経歴に徐々に陰りが見えていった。1984年、酷評されたテレビシリーズ『Partners in Crime』でワンダーウーマン女優リンダ・カーターと共演。古典的ハリウッド映画をテレビ映画としてリメイクした『三人の妻への手紙』（1985年放映、ミシェル・リーと共演。）や『私は殺される』（パトリック・マクニー、ハル・ホルブルックと共演。）のテレビ向けリメイクに出演したが、どちらも殆ど注目されなかった。1990年、映画『Coins in the Fountain』に出演後、1991年のテレビ映画『White Hot: The Mysterious Murder of Thelma Todd』における喜劇女優セルマ・トッドの人物描写は少なからぬ賞賛を受けた。
1990年代初め、CBSの新作コメディ『Evening Shade』で夫のバート・レイノルズと共演しようとしたが、CBS側は難色を示しアンダーソンの代わりにマリル・ヘナーを配した。 1991年、CBSの『浮気なおしゃれミディ』からデルタ・バークが解雇された後任として、製作者はアンダーソンにバークの役を提供したがギャラが折り合わずに実現しなかった。 しかし『かっとび放送局WKRP』新シリーズ (The New WKRP in Cincinnati) の2つのエピソードにジェニファー・マーロウとして復帰する事には同意した。1993年、NBCのシットコム『Nurses』の第3シーズンに病院管理者のケイシー・マカフィー役で出演。番組のテコ入れのための出演であったが、シリーズは間もなく打ち切りとなった。その後は『サブリナ』（1997年）『V.I.P.』（1999年）などの人気テレビドラマにゲスト出演し、また1998年には映画『ロクスベリー・ナイト・フィーバー』に出演した。

## 私生活
アンダーソンは4回結婚した。ブルース・ハッセルバーグ（1964年–66年）、ロス・ビッケル（1973年–81年）、俳優で共演者でもあったバート・レイノルズ（1988年–93年）。2008年5月17日、ブラザース・フォアの創立メンバーの1人であるボブ・フリックと結婚。2人は1960年にフリックのグループの曲「グリーンフィールズ」がポップチャート2位に入った数年後に、アンダーソンの故郷セントポールでの映画プレミアで出会った。式典には友人と家族（息子のクイントン・レイノルズを含む）が参加した。
彼女には2人の子供がいる。最初の結婚で生まれた娘、ディードラ・ホフマンはカリフォルニアの学校経営者である。バート・レイノルズとの間には、息子クイントン・アンダーソン・レイノルズ（1988年8月31日 - ）が生まれた。1997年、自叙伝「My Life in High Heels」を著した。
喫煙者で慢性閉塞性肺疾患（COPD）に冒された両親と共に育ったアンダーソンは、国立呼吸器健康教育プログラム (NLHEP) キャンペーン及びCOPDと介護者支援の認識を広めるCOPDTogetherのスポークスウーマンとなった。
アンダーソンはルター派として育った。
2025年8月3日、ロサンゼルスの病院で病死した。79歳没。

## 主な出演作品

### 映画
| 年   | タイトル                                      | 役名                                 | 備考               |
| ---- | --------------------------------------------- | ------------------------------------ | ------------------ |
| 1966 | 『ネバダ・スミス』                            | ブルネットの酒場の女                 | クレジットはされず |
| 1976 | 『恐怖の暴力自警団』                          | ピーチーズ                           | クレジットはされず |
| 1983 | 『ストローカーエース』                        | ペンブルック・フィーニー             |                    |
| 1984 | 『スティーブ・マーティンのロンリー・ガイ』    | 本人として                           | クレジットはされず |
| 1989 | 『天国から来たわんちゃん』                    | フロー                               | 声優として         |
| 1990 | 『Coins in the Fountain』                     | Leah                                 |                    |
| 1992 | 『まんちい』                                  | キャシー                             |                    |
| 1998 | 『クロオビ・キッズ/メガ・マウンテン奪回作戦』 | マリ・アン・"メドゥーサ"・ロジャース |                    |
| 1998 | 『ロクスベリー・ナイト・フィーバー』          | バーバラ・ブタビ                     |                    |

### テレビ
| 年      | タイトル                                            | 役名                         | 備考                           |
| ------- | --------------------------------------------------- | ---------------------------- | ------------------------------ |
| 1975    | 『特別狙撃隊S.W.A.T.』                              | 美術教師、ミス・テキサス     | 2エピソード                    |
| 1978-82 | 『かっとび放送局WKRP』                              | ジェニファー・マーロウ       | 89エピソード                   |
| 1978    | 『超人ハルク』                                      | シェイラ・カントレル         | 1エピソード                    |
| 1978    | 『Three's Company』                                 | Susan Walters                | 1エピソード                    |
| 1980    | 『愛しのジェーン・マンスフィールド』                | ジェーン・マンスフィールド   | テレビ映画                     |
| 1981    | 『Sizzle』                                          | Julie Davis                  | テレビ映画                     |
| 1982    | 『Country Gold』                                    | Mollie Dean Purcell          | テレビ映画                     |
| 1984    | 『Partners in Crime』                               | Sydney Kovak                 | 13エピソード                   |
| 1985    | 『三人の妻への手紙』                                | ローラ・メイ・ホロウェイ     | テレビ映画                     |
| 1985    | 『世にも不思議なアメージング・ストーリー』          | ラブ                         | 「自責の旅」                   |
| 1986    | 『Easy Street』                                     | L.K. McGuire                 | 22エピソード                   |
| 1987    | 『Blondie & Dagwood』                               | ブロンディ・バムステッド     | テレビ映画、声優として         |
| 1988    | 『A Whisper Kills』                                 | Liz Bartlett                 | テレビ映画                     |
| 1988    | 『ジェラシー/殺意のほほえみ』                       | エレン・ベレント             | テレビ映画                     |
| 1989    | 『私は殺される』                                    | マデレーン・スティーヴンソン | テレビ映画                     |
| 1991    | 『White Hot: The Mysterious Murder of Thelma Todd』 | セルマ・トッド               | テレビ映画                     |
| 1992    | 『The Price She Paid』                              | Lacey                        | テレビ映画                     |
| 1993-94 | 『Nurses』                                          | Casey MacAfee                | 22エピソード                   |
| 1994    | 『Without Warning』                                 | 冒頭の女優                   | テレビ映画、クレジットはされず |
| 1996    | 『メルローズ・プレイス』                            | テリー・カーソン             | 3エピソード                    |
| 2003-04 | 『The Mullets』                                     | Mandi Mullet-Heidecker       | 11エピソード                   |
| 2006    | 『So Notorious』                                    | Kiki Spelling                | 8エピソード                    |